# 超能力セックス・ウォーズ/エンジェルH.E.A.T.
『超能力セックス・ウォーズ/エンジェルH.E.A.T.』（原題：Angel of H.E.A.T.）は、マール A. シュライブマンが製作・監督を担当し、マリリン・チェンバースが主演したアメリカのSFソフトコアセクシー映画。

## あらすじ
マッドサイエンティストがアンドロイドの軍隊と金属分解装置を使って、極秘情報の入ったマイクロチップを盗み出そうとする。
政府は彼の野望を阻止するため、美しい女性エージェントを派遣する。

## キャスト
- エンジェル・ハーモニー - マリリン・チェンバース
- マーク・ウィズダム - ステファン・ジョンソン
- サマンサ・フィテッセ - メアリー・ウォロノフ
- ハリー・コヴァート - ミルト・コーガン（英語版）
- アンドレア・ショックリー - レミー・オニール
- アルバート・ショックリー - ダン・ジュッセ

## 製作
本作は、1981年に『The Protectors, Book #1』という仮タイトルのもと、タホ湖地方で撮影された。

## 公開
バラエティ誌のLorによると、1983年には『Angel of H.E.A.T.』のような映画の劇場公開市場が大きく変化したため、この映画は劇場未公開作品となり、いわゆる「フィラー」（ケーブルテレビ番組間の隙間時間を埋める作品）やホームビデオのタイトルとして公開されたと解説されている。本作は1983年に初公開され、DVDはモントレービデオから2004年1月13日にリリースされた。

## 評価
Lorは、本作の格闘シーンがお粗末であることを指摘し、「最初の数リールは、くだらないダジャレやさらけ出された乳房、失敗したギャグだらけである」と本作に否定的な評価を下している。
ドナルド・ウィリスは、ホラー映画とSF映画をレビューする自身の本の中で、この映画を「失敗したセミ・キャンプ」と例え、「マリリン・チェンバースのお披露目作品だとしても微妙である」と指摘し、映画製作者がチェンバースの役よりも物語の内容の方が興味を引けると信じていたことこそが「最悪の誤算」だったと私見を述べている。